# A fekete macska (novella)
A fekete macska 1843-ban írt novella Edgar Allan Poe novellája. A művet gyakran Az áruló szív című másik novellájának párjaként emlegetik, mert stílusuk hasonló. Mindkettő során a narrátor elkövet valamilyen szörnyű bűnt, amit horrorisztikus eszközökkel hajt végre. Mindkettő során precízen titkolja el a tettét, és a módszer sikerében bízva magát lebuktathatatlannak tartja, de a történet végén önhibájából derül fény a tettére, a saját maga által közölt információk vezetik nyomra a hatóságokat. A kettő közül A fekete macska a kevésbé ismertebb, főleg nagyobb terjedelme miatt. Hosszúsága miatt azonban jobban van lehetőség a cselekmény részletezésére, az elkövetés módszerének és tettes lelkiállapotának leírására. A művet először a The Saturday Evening Post publikálta. Magyarul először 1922-ben jelent meg Kner Izidor kiadásában, Mikes Lajos fordításában.

## Cselekmény
A novella kezdetén a narrátor az akasztófára vár. A halálos ítélet végrehajtása előtt elhatározza, hogy felfedi azt a bűnt, ami miatt bitófára küldték. Azt állítja, az egészről egy fekete macska tehet, aki „a halálnál is veszedelmesebb és rémisztőbb”.
Ezután belekezd életének történetét részletezni. Mint mondja, az események megértéséhez ismernünk kell gyerekkorát. A narrátor közli, hogy mindig is rajongott az állatokért. Sok házikedvencet kapott szüleitől. Felnőttként is állatbarát maradt, és feleségével együtt – aki szintén rajongott a kisállatokért – sokat tartottak otthonukban. Közülük a kedvence Pluto nevű fekete macskája volt, aki a leghűségesebb állat volt, akit valaha látott. Egyik nap tornácán tűnt fel, és azóta elválaszthatatlanok voltak.
Később azonban megváltozott az író jelleme. Alkoholizmusa a legrosszabbat hozta ki belőle. Feleségével, barátaival agresszív volt, háziállataikat is elhanyagolta. Egyik este részegen hazatérve a macskát hívta magához. Az állat azonban – félve az egy ideje agresszív gazdájától – egy ideig kivárt, mielőtt odasomfordált. A narrátor dühösen felkapta őt a nyakánál fogva. Az állat, félve a lehetséges következményektől könnyedén megsebesítette gazdáját harapásával. A szerző szerint ekkor őt „démoni düh szállta meg”. Mellényéből elővette zsebkését, és kivájta a macska egyik szemét szemüregéből.
Ezután részletezi szégyenérzetét és keserűségét. Az önmarcangoló stílus kegyetlen cselekvéseivel párhuzamosan áthatja a regényt. Az állat, bár felépült ugyan, de soha többé nem mert közel menni gazdájához. Üres szemürege állandóan emlékeztette őt arra, „milyen ördögivé is vált”. A teher alatt végül összeroppant, és hogy megszabaduljon lelkiismeretfurdalásától, egyik éjjel felakasztotta a macskát egy fára. A gyilkosság alatt szeme könnyekkel telt meg, de nem látott más kiutat.
A gyilkosság utáni reggel füstszagra ébredt. Körülnézve látta hogy háza lángokban áll. Ő és felesége éppen ki tudott menekülni belőle, de minden vagyona odalett. Ráadásként az egyetlen le nem omlott faldarabon, ami pont az ágya fejénél állt, egy bámulatosan élethű, hatalmas macska dombornyomatát fedezte fel, amely rendkívül megrémisztette, azonban később elhitette magával azt a racionális magyarázatot, miszerint a tűzre összesereglett tömegből valaki levágta az eredeti állatot a kötélről és behajította az ablakon, nyilván hogy őt felverje álmából, és a macskatetemet az összeomló épület préselte a falba.
Az események továbbhaladtával alkoholizmusa elhatalmasodott rajta. Egész napokat töltött kocsmában, és bűnének terhe alatt roskadozott. A kocsmába az egyik alkalommal egy fekete macska somfordált be, akit – hogy enyhítse fájdalmát – magához édesgetett, és hazavitt. Felesége rögtön megszerette a jövevényt, aki szinte teljesen a mása volt egykori macskájának, Plutónak.
A reggeli fényben az író észrevette, hogy  a macska egyszemű. Ezután az undorát a macska iránt csak fokozta, hogy az mindenhová követte őt, és gyakran elgáncsolta.
Ezután valamelyik nap felesége tűzifáért küldte. A pincébe vezető úton azonban a macska elgáncsolta. A narrátor dühe a végletekig fokozódott, és felkapott egy baltát, hogy eltegye a macskát láb alól. Ekkor azonban berontott felesége, és védelmezőn karjai közé vette az általa nagyon is kedvelt állatot. A szerző indulata erre a felesége ellen fordult, és a fejszével kettéhasította a nő koponyáját. A halott feleség teteme mellett döbbent csak rá mit tett – és hogy minderre szerinte az a gyűlölt macska kényszerítette.
Első dolga az volt, hogy a tetemet elrejtse, a pincébe való befalazás mellett döntött. Miután észrevehetetlenül elrejtette a hullát, végezni akart a macskával, de az minden jel szerint eltűnt.
Néhány nap múlva kihívta a nyomozókat, hogy bejelentse néhai felesége eltűnését. A sokadik házkutatás alkalmával a nyomozók mindent átvizsgáltak. Az önelégült és magabiztos szerző még jól sikerült munkájával is hencegett: „Nézzék, milyen jó építésű ez fal”, mondta számukra, és többször belerúgott abba. Erre egy vérfagyasztó sikoly hatolt bele a csendbe. A rendőrök habozás nélkül elkezdték bontani a falat a döbbenten álldogáló, magába roskadt narrátor mellett.
A téglák helyén megtalálták a holttestet, aminek a fején az egyszemű macska gubbasztott. Ő adta ki magából a szörnyű sikoltásszerű nyávogást, és leplezte le az írót. A mű a szerző felismerésével zárul: „A szörnyeteget is befalaztam a sírboltba!”

## Idézet
"Nem törődöm azzal, hogy mások is elhiszik-e ezt az eszeveszett és számomra mégis természetes történetet, amelyet most papírra akarok vetni. Bolond is lennék, ha elvárnám, hiszen még a saját érzékeim se hittek a maguk tanúbizonyságának. Pedig nem vagyok őrült, és holtbiztos, hogy nem is álmodom. De holnap meghalok, és ma könnyíteni akarok a lelkemen. (...)"

## Adaptációk
1934-ben Lugosi Béla és Boris Karloff főszereplésével filmre vitték a művet. 1941-ben egy másik is készült, Lugosi mellett Basil Rathbone színészi játékával. A művek eléggé szabadosan kezelték a történetet, akárcsak az 1934-es Maniac című film.  A Terror meséi trilógia, ami 1962-ben került mozivászonra is feldolgozta középső epizódjában. Ez volt a leginkább történethű. Ezenkívül számos más, kisebb jelentőségű film is készült a történetből.
A Horror mesterei televíziós sorozat második évadának tizenegyedik részében került adásba. Az adaptáció során fél-önéletrajzi stílusban, a történetet elmondva készült, hitelesen követve a szöveget.
A művet a Magyar Rádió 1995-ben, Végvári Tamás felolvasásával rögzítette.